# Per-Erik Ekblom
Per-Erik Ekblom (* 8. April 1928; † 6. Mai 1993) war ein finnischer Fernschachspieler und Schachfunktionär.

## Schachfunktionär
Ekblom gehörte 1961 zu den Gründern des Finnischen Fernschachbundes FCCF. Hier arbeitete er lange als Sekretär und im Präsidium. Bis 1966 war er Kontaktmann des FCCF im Weltverband ICCF und bewirkte, dass Finnland 1963 vom ICCF als Mitglied aufgenommen wurde. 1985 erhielt er den Titel Internationaler Schiedsrichter des ICCF. Von 1968 bis 1975 war er Revisor im ICCF.
Für seine Verdienste wurde er mehrfach ausgezeichnet:
- 1987 Bertl-von-Massow-Medaille in Gold und Silber des ICCF[1]
- 1988 Finnisches Erkennungszeichen des FCCF
- 1996 bis 2000 wurde ihm zu Ehren das Per-Erik-Ekblom-Memorial ausgetragen, das der Schweizer Jens Klügel gewann.

## Fernschachspieler
Im Fernschach erreichte er nationale Meisterstärke. Oft nahm er an Fernschachmeisterschaften von Finnland teil. Anfang der 1960er Jahre wurde er zweimal Fünfter. Seine höchste Elo-Zahl im Fernschach war 2243 im Jahre 1992.